# 拼寫
拼寫狹義上指以一定規則組合字母形成一個詞的過程，以及所組合成的字母列。特定語言依習慣或規範所形成的拼寫的標準，是此語言正字法的重要組成部分。通常一個詞的拼寫是來自於某個時期該語言的語音，後經由發展和變化而成。

## 拼寫錯誤

### 著名的拼寫錯誤
- 互聯網公司Google的名稱来源于一个数学大数googol（即自然数10100）单词的拼寫錯誤。[1][2][3]